# Nombres préférentiels
Pour l’article homonyme, voir Nombre préférentiel.
En production industrielle, les nombres préférentiels, ou valeurs préférentielles sont des suites de valeurs proposées aux concepteurs pour dimensionner leurs réalisations : longueur, largeur, diamètre, distance, poids, surface, valeur faciale. L'établissement et l'utilisation de ces suites de valeurs répond à deux préoccupations :
- standardisation: L'utilisation de dimensions parmi celles proposées dans les séries existantes, permettra probablement à l'objet réalisé d'être plus compatible avec d'autres, réalisés par la même compagnie ou par une autre.
- simplification: L'organisation des valeurs dans la suite permet d'approcher rapidement une valeur quelconque.

## Série 1, 2, 5

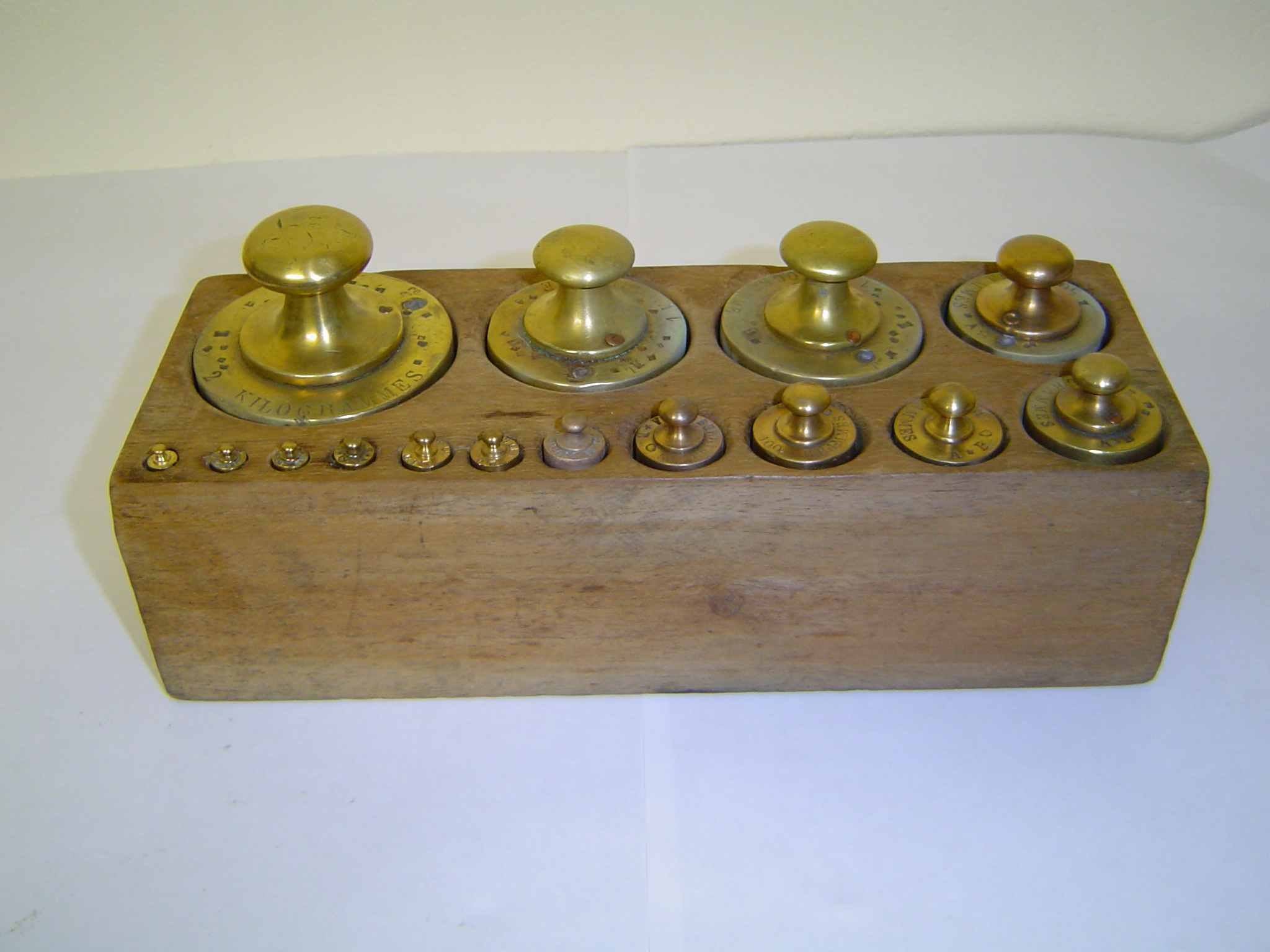
Boîte de 15 poids permettant des pesées allant de 1 gramme à 5 kg.

La série couvre la décade en trois pas : 1, 2, 5. Les valeurs sont … 0,1, 0,2, 0,5, 1, 2, 5, 10, 20, 50 … Deux valeurs adjacentes ont un rapport de 2 ou 2,5.
Cette série est utilisée en pesée. La boîte de poids de l'illustration ci-contre contient la série de poids suivante : 1 g, 2 g (x2), 5g, 10 g, 20 g (x2), 50 g, 1 hg, 2 hg (x2), 5 hg, 1 kg (x2) , 2 kg. Cette boîte permet les pesées au gramme près entre 1 g et 5000 g inclus.
La série est utilisée pour la production de monnaie fiduciaire, les pièces et billets ont des valeurs faciales composant souvent une série 0,01, 0,02, 0,05, 0,10, 0,20, 0,50, 1, 2, 5, 10 …

Série de billets de dollars américains

Europièces : 1 centime, 2 c, 5 c, 10 c, 20 c, 50 c, 1 €, 2 €, 
billets : 5 €, 10 €, 20 €, 50 €, 100 €, 200 €, 500 €
Franc suissepièces : 5 c, 10 c, 20 c, ¹⁄₂ CHF, 1 CHF, 2 CHF, 5 CHF, 
billets : 10 CHF, 20 CHF, 50 CHF, 100 CHF, 200 CHF, 1 000 CHF,
Yenpièces: 1 ¥, 5 ¥, 10 ¥, 50 ¥, 100 ¥, 500 ¥, 
billets : 1 000 ¥, 2 000 ¥, 5 000 ¥
Dollar américainpièces : 0,01 $, 0,05 $, 0,10 $, 0,25 $, 0,50 $, 1 $ 
billets: 1 $, 2 $, 5 $, 10 $, 20 $, 50 $, 100 $

## Séries de Renard
En 1877, le colonel Charles Renard propose un système qui doit permettre de standardiser les diamètres de câbles dans l'aéronautique naissante. Le système composte des séries de nombres en progression géométrique.

## Formats de papier

Formats A.

Le scientifique Georg Christoph Lichtenberg avait montré en 1786 l'intérêt d'utiliser le rapport de format de {\displaystyle {\sqrt {2}}} pour les feuilles de papier. La norme internationale ISO 216 définit les formats de papier normalisés par l'ISO. 
|    |      | A1  | A1  | A3  | A3  | A5  | A5  | A7  | A7 | A9 | A9  |     |
| mm | 1189 | 841 | 594 | 420 | 297 | 210 | 148 | 105 | 74 | 52 | 37  | 26  |
|    | A0   | A0  | A2  | A2  | A4  | A4  | A6  | A6  | A8 | A8 | A10 | A10 |